# العلاقات البريطانية الإستونية
العلاقات البريطانية الإستونية هي العلاقات الثنائية التي تجمع بين المملكة المتحدة وإستونيا.

## مقارنة بين البلدين
هذه مقارنة عامة ومرجعية للدولتين:
| وجه المقارنة                                              | المملكة المتحدة                 | إستونيا                                                                             |
| --------------------------------------------------------- | ------------------------------- | ----------------------------------------------------------------------------------- |
| المساحة (كم2)                                             | 242.50 ألف                      | 45.34 ألف                                                                           |
| عدد السكان (نسمة)                                         | 66.02 مليون                     | 1.32 مليون                                                                          |
| الكثافة السكانية (ن./كم²)                                 | 272.25                          | 29.11                                                                               |
| العاصمة                                                   | لندن                            | تالين                                                                               |
| اللغة الرسمية                                             | لغة إنجليزية، اللغة الويلزية    | اللغة الإستونية                                                                     |
| العملة                                                    | جنيه إسترليني                   | يورو، كرون إستوني، كرون إستوني، المارك الإستوني                                     |
| الناتج المحلي الإجمالي (بليون دولار)                      | 2.62 تريليون                    | 25.92 مليار                                                                         |
| الناتج المحلي الإجمالي (تعادل القوة الشرائية) بليون دولار | 2.72 تريليون                    | 38.11 مليار                                                                         |
| الناتج المحلي الإجمالي الاسمي للفرد دولار أمريكي          | 43.88 ألف                       | 17.79 ألف                                                                           |
| الناتج المحلي الإجمالي للفرد دولار أمريكي                 | 40.23 ألف                       | 28.14 ألف                                                                           |
| مؤشر التنمية البشرية                                      | 0.907                           | 0.871                                                                               |
| رمز المكالمات الدولي                                      | +44                             | +372                                                                                |
| رمز الإنترنت                                              | .uk، .gb                        | .ee                                                                                 |
| المنطقة الزمنية                                           | توقيت غرينيتش، توقيت غرب أوروبا | ت ع م+02:00، ت ع م+03:00، توقيت شرق أوروبا، أوروبا/تالين ‏، توقيت شرق أوروبا الصيفي ‏ |

## مدن متوأمة
في ما يلي قائمة باتفاقيات التوأمة بين مدن بريطانية وإستونية:
- ترتبط Sherborne [الإنجليزية]‏ مع Türi Parish [الإنجليزية]‏ باتفاقية توأمة.
- ترتبط دارتفورد [الإنجليزية]‏ مع تالين باتفاقية توأمة.

## منظمات دولية مشتركة
يشترك البلدان في عضوية مجموعة من المنظمات الدولية، منها:
| علم المنظمة | اسم المنظمة                               | تاريخ انضمام المملكة المتحدة | تاريخ انضمام إستونيا |
| ----------- | ----------------------------------------- | ---------------------------- | -------------------- |
|             | الاتحاد الأوروبي                          | 1973                         | 1 مايو 2004          |
|             | وكالة ضمان الاستثمار متعدد الأطراف        | 12 أبريل 1988                | 24 سبتمبر 1992       |
|             | منظمة التعاون الاقتصادي والتنمية          | 2 مايو 1961                  | ?                    |
|             | الأمم المتحدة                             | 24 أكتوبر 1945               | 17 سبتمبر 1991       |
|             | الوكالة الدولية للطاقة                    | ?                            | ?                    |
|             | الفريق المعني برصد الأرض                  | ?                            | ?                    |
|             | مركز تنسيق الحركة في أوروبا ‏              | ?                            | ?                    |
|             | منظمة حظر الأسلحة الكيميائية              | ?                            | ?                    |
|             | منظمة التجارة العالمية                    | 1995                         | ?                    |
|             | منظمة الشرطة الجنائية الدولية             | ?                            | ?                    |
|             | منظمة الأمن والتعاون في أوروبا            | 25 يونيو 1973                | 10 سبتمبر 1991       |
|             | مؤسسة التنمية الدولية                     | 24 سبتمبر 1960               | 11 أكتوبر 2008       |
|             | حلف شمال الأطلسي                          | 4 أبريل 1949                 | 29 مارس 2004         |
|             | يونسكو                                    | 4 نوفمبر 1946                | 14 أكتوبر 1991       |
|             | مجلس أوروبا                               | 5 مايو 1949                  | ?                    |
|             | الاتحاد البريدي العالمي                   | ?                            | ?                    |
|             | البنك الدولي للإنشاء والتعمير             | 27 ديسمبر 1945               | 23 يونيو 1992        |
|             | اتفاقية السماوات المفتوحة                 | ?                            | ?                    |
|             | المنظمة الهيدروغرافية الدولية             | ?                            | ?                    |
|             | الاتحاد الدولي للاتصالات                  | 24 فبراير 1871               | 19 مايو 1922         |
|             | مؤسسة التمويل الدولية                     | 20 يوليو 1956                | 9 أغسطس 1993         |
|             | المنظمة الأوروبية لسلامة الملاحة الجوية   | 1960                         | 2015                 |
|             | المركز الدولي لتسوية المنازعات الاستشارية | 18 يناير 1967                | 23 يوليو 1992        |
|             | مجموعة أستراليا                           | 1985                         | 2004                 |
|             | مجموعة الموردين النوويين                  | ?                            | ?                    |

## أعلام
هذه قائمة لبعض الشخصيات التي تربطها علاقات بالبلدين:
- آن رياتيل (21 يونيو 1950 – )
- هيلين الكسندر (سيدة أعمال من المملكة المتحدة، 10 فبراير 1957 – 5 أغسطس 2017)

## وصلات خارجية
- موقع وزارة الخارجية البريطانية
- موقع وزارة الخارجية الإستونية